# Tölgy Föld
Tölgy Föld – czwarty album studyjny polskiego duetu hip-hopowego Pięć Dwa, wydany 26 czerwca 2020 roku nakładem wytwórni muzycznej Trip Records w dystrybucji My Music.

## Lista utworów
| Nr  | Tytuł utworu                            | Produkcja    | Długość |
| --- | --------------------------------------- | ------------ | ------- |
| 1.  | „Nuntius Preorderus”                    | Bedwaem      | 3:02    |
| 2.  | „Pajac Kultury”                         | Deep         | 4:07    |
| 3.  | „Gdybym Tylko”                          | 101 Decybeli | 3:47    |
| 4.  | „Renoma”                                | Folku        | 3:22    |
| 5.  | „Chapeau Bas”                           | Wilkulon     | 3:44    |
| 6.  | „Nie Bój Się Dziecko”                   | R'N'D        | 3:16    |
| 7.  | „Ściema” (Gościnnie: Peja)              | Bedwaem      | 3:17    |
| 8.  | „Uwaga-Uwaga”                           | 101 Decybeli | 4:44    |
| 9.  | „HU-3”                                  | 101 Decybeli | 4:31    |
| 10. | „Tyle Razy Przegrywałem”                | Emapea       | 3:22    |
| 11. | „Ad Vocem”                              | Tasty Beatz  | 4:12    |
| 12. | „ISO2019”                               | Shan         | 3:58    |
| 13. | „Lekkoduch”                             | Wilkulon     | 4:23    |
| 14. | „Problemy2” (Gościnnie: Maciej Fortuna) | Folku        | 3:57    |
| 15. | „Idziemy”                               | CH4          | 4:11    |
| 16. | „ISO2019” (Remix)                       | Myno         | 3:02    |
|     |                                         |              | 1:00:55 |

## Listy sprzedaży
| Lista | Kraj   | Pozycja |
| ----- | ------ | ------- |
| OLiS  | Polska | 4       |